# Laubuka insularis
Laubuka insularis és una espècie de peix d'aigua dolça de la família dels ciprínids i de l'ordre dels cipriniformes. Va ser descrit el 2008 per l'ictiòleg Rohan Pethiyagoda et alii.

## Morfologia
Els adults poden assolir fins a 5,9 cm de longitud total.

## Hàbitat
És un peix d'aigua dolça i de clima tropical, endèmic de l'illa de Sri Lanka a l'Àsia. L'espècie és en perill, per la construcció de pantans, la sobrexplotació de l'aigua dels rius i els efluents de l'agricultura i la silvicultura.